# Super Mario Kart
Super Mario Kart (スーパーマリオカート, Sūpā Mario Kāto) és un videojoc de carreres en karts desenvolupat per Nintendo EAD per a la consola Super Nintendo Entertainment System (SNES). És el primer joc de la saga Mario Kart i es va llançar en Japó el 27 d'agost de 1992, a l'Amèrica del Nord l'1 de setembre de 1992 i a Europa el 21 de gener de 1993. En vendre vuit milions de còpies, va ser el tercer joc millor venut per SNES. Super Mario Kart va ser rellançat per la Consola Virtual de Wii al Japó el 9 de juny de 2009, a Amèrica del Nord el 23 de novembre de 2009 i a Europa el 2 d'abril de 2010.
A Super Mario Kart el jugador pren el control d'un de vuit personatges de la saga Mario, cadascun amb diferents habilitats. En el mode d'un sol jugador, l'usuari pot córrer contra personatges controlats per la consola en diferents copes i carreres de tres nivells de dificultat. Durant les carreres, es poden usar objectes i tot tipus d'estratagemes per arribar el primer. D'altra banda els jugadors poden intentar marcar un temps en solitari en un mode contrarellotge. En el mode multijugador, dos jugadors poden competir simultàniament en els circuits del joc o poden córrer un contra l'altre en una carrera versus. El una tercera mode –Mode de batalla– l'objectiu està en derrotar els contrincants llançant-los objectes, per explotar així els globus que envolten cada kart.
Super Mario Kart va rebre crítiques positives que es van centrar en la seva presentació, innovació i l'ús dels gràfics de Mode 7. Diverses publicacions com Edge, IGN, The Age i GameSpot l'han classificat com un dels millors jocs de la història, mentre que el Llibre Guinness dels rècords el va qualificar com un dels millors jocs per a consola de sobretaula. Sovint s'atribueix la creació del subgènere de les carreres de karts en els videojocs, la qual cosa va portar a altres desenvolupadors a intentar repetir l'èxit. També se li atorga a aquest joc el mèrit d'haver portat la saga Mario més enllà dels jocs de plataformes, on el principal objectiu en un videojoc d'aquest tipus recau en un heroi que ha de rescatar a la donzella en perill; aquesta diversitat ha donat lloc al fet que es converteixi en la franquícia de joc més venuda de tots els temps. S'han llançat gran quantitat de seqüeles de Super Mario Kart al mercat, per a consoles de sobretaula, portàtils i en arcades, i cadascuna ha tingut èxit crític i comercial. Mentre que alguns elements s'han desenvolupat al llarg de la sèrie, l'essència original de Super Mario Kart s'ha mantingut intacta.

## Jugabilitat
Super Mario Kart és un joc de carreres sobre karts que inclou diverses maneres de joc. El jugador ha de triar un personatge d'una selecció de diversos personatges de la sèrie Mario, i posteriorment corre sobre un kart per pistes ambientades a l'estil de la sèrie. Durant una carrera, la càmera del jugador se situa darrere del seu kart. L'objectiu del joc és acabar per davant de la resta de corredors, que estan controlats per la consola i altres jugadors, o completar un circuit en el menor temps possible. També hi ha un mode de batalla on cal atacar amb objectes a la resta de karts per eliminar-los.
Per tota la pista hi ha escampats galledes amb un signe d'interrogació; donen habilitats especials (ítems) si el kart passa per sobre d'ells. Els ítems, que poden ser –per exemple– closques o pells de plàtan, permeten als jugadors llançar-los contra els seus adversaris i fer-los perdre així el control temporalment. Un kart que agafa un estel d'una galleda aconsegueix la capacitat de ser invulnerable per uns instants. Els jugadors controlats per la consola tenen diferents poders especials associats a cada personatge, que poden usar en el transcurs de la carrera. Per terra de la pista es troben línies amb monedes, accessibles en els modes d'un jugador i multijugador. En passar per sobre, el kart les recull i li permet augmentar la seva velocitat màxima. El tenir certa quantitat de monedes també ajuda als jugadors quan el seu kart és copejat per un altre: en lloc de girar i perdre el control, perd solament una moneda. Les monedes també es poden perdre quan els karts són copejats per altres sota la influència d'ítems o quan se surten dels límits de les pistes.
El joc compta amb maniobres avançades, com derrapades i salts. Els derrapatges permeten al kart mantenir la seva velocitat mentre està girant en una corba, encara que l'execució de la maniobra per molt temps tendeix a fer que el kart faci una baldufa. Els salts ajuden al kart a executar girs més tancats: el kart dona un petit salt, i fa que surti a una velocitat normal quan toca la corba. Les bones crítiques a Super Mario Kart es van centrar en el seu mode de joc, que van descriure el mode de batalla com a «addictiu» i el mode d'un jugador com a «increïble». IGN va declarar que la mecànica de joc va definir el gènere.

### Modes de joc
Super Mario Kart té dos modes per a un jugador, Mario Kart GP i Time Trial. A Mario Kart GP un jugador competeix contra set adversaris controlats per la màquina en una sèrie de cinc carreres anomenades copes. De forma inicial hi ha tres copes disponibles ? la Mushroom Cup (Copa Xampinyó), Flower Cup (Copa Flor) i la Star Cup (Copa Estel) ? en dos nivells de dificultat, 50cc i 100cc. En guanyar les tres copes en el nivell de 100cc, es desbloqueja una quarta copa –la Special cup (Copa Especial)–. En guanyar les quatre copes en 100cc es desbloqueja una nova cilindrada, 150cc. Cada copa consisteix en carreres de cinc voltes, que tenen cadascuna lloc en traçats diferents. Per participar en la següent carrera de la copa s'ha d'arribar en l'anterior mínima cambra a la línia de meta. Si un jugador acaba cinquè o vuitè està eliminat i ha de tornar a córrer pel que pot usar una d'un limitat nombre de vides – fins que aconsegueixi arribar almenys quart, per poder passar així a la següent carrera. Depenent de la posició d'arribada a la meta s'adjudica un nombre de punts; del primer al quart lloc s'atorguen nou, sis, tres i un punt, respectivament. El corredor amb el major nombre de punts en acabar les cinc carreres és el guanyador de la copa. En el mode Time Trial –que es pot traduir com a Mode Contrarellotge– els jugadors corren contra el rellotge, pels mateixos circuits del mode Mario Kart GP, mentre intenten fer el millor temps possible.
Super Mario Kart també té tres modes multijugador; Mario Kart GP, Match Race i Battle Mode. El mode multijugador suporta fins a dos jugadors, i la segona persona usa la meitat inferior de la pantalla, que s'usa com a mapa en el mode d'un jugador. Mario Kart GP és el mateix mode en comparar-lo amb el del mateix nom per a un jugador; l'única diferència és que hi ha dos personatges humans i sis controlats per la consola. Match Race permet als dos jugadors competir entre ells sense cap personatge controlat per la consola. A Battle Mode els dos jugadors tornen a competir entre si, però aquesta vegada en només quatre escenaris disponibles per a aquesta manera. Cada jugador comença amb tres globus al voltant del seu kart. Si un kart és copejat per un ítem, perd un globus. El primer jugador a perdre els seus tres globus perd la partida.

### Personatges
Super Mario Kart inclou vuit personatges jugables de la saga Mario–Mario, Luigi, Princesa Peach, Yoshi, Bowser,  Donkey Kong Jr., Koopa Troopa i Toad. El kart de cada personatge té diferents capacitats i diferents velocitats màximes, acceleració i maneig. Durant les carreres, els personatges controlats per la màquina tenen objectes especials o poders especials. Aquests poders són específics per a cada personatge; per exemple, Yoshi tira ous perquè en xocar el personatge faci una baldufa i perdi monedes, mentre Donkey Kong Jr. tira plàtans. A més, cal destacar que els personatges varien la seva velocitat i la freqüència de llançament d'objectes en funció de la situació de la carrera. Així, en les situacions en els quals els personatges es trobin prop de la primera posició i sempre que aquesta posició estigui albergada pel personatge controlat manualment, les seves velocitats augmentaran, així com la freqüència de llançament d'objectes.
Els personatges estan dibuixats com a sprites, retratats des de setze angles diferents. Els sprites van ser descrits com a «detallats» per la Nintendo Magazine System quan van analitzar el joc per primera vegada i van afirmar que van contribuir a la «espectacularitat» dels seus gràfics del joc en el seu conjunt. No obstant això, Nintendojo va opinar que els sprites «no són tan bonics» vists a certa distància, i IGN va criticar l'estil «antiquat» del joc. Super Mario Kart va ser el primer joc a presentar personatges jugables de la saga Mario que no apareguessin en un joc de plataformes i els diferents atributs dels personatges són considerats com un dels punts forts del joc; IGN ho va definir com un «elenc d'estrelles» ben equilibrat. Tots els personatges apareguts a Super Mario Kart apareixerien posteriorment en els següents jocs de la saga, exceptuant Koopa Troopa, que ha aparegut intermitentment després de ser reemplaçat per Wario a Mario Kart 64. El personatge de Donkey Kong en els posteriors jocs de Mario Kart és considerat la versió adulta de Donkey Kong Jr. de Super Mario Kart.

## Circuits
Els circuits a Super Mario Kart, excepte Rainbow Road en la Special Cup, estan basats en fases de Super Mario World, com la pista Donut Plains. Cadascuna de les quatre copes conté cinc pistes, per fer un total de vint pistes, sense explicar les quatre especials del mode Battle Mode. Els límits dels circuits estan marcats per barreres invisibles i compten amb una varietat de corbes que van des de forquetes fins a àmplies corbes que els jugadors poden aprofitar per lliscar-se. Hi ha gran quantitat d'obstacles presos de la saga Mario com, els Thwomps en les pistes mbientades en Bowser, els Cheep-Cheeps de Super Mario World en Koopa Beach i barreres en forma de canonada que es troben en les pistes relacionades amb Mario. Altres característiques inclouen seccions fora de la pista que frenen els karts, com el llot en les pistes Xoco Island. Cada pista en el mode per a un jugador està plena de monedes i de blocs d'ítems, així com llançadores que impulsen als karts i salts que llancen els vehicles a l'aire.
Les pistes han rebut crítiques generalment positives: GameSpy les va descriure com «meravellosament dissenyades» i IGN com a «perfectes». En la llista de millors circuits de la saga Mario Kart de tots els temps de 2008, 1up.com va classificar a Battle Mode Course 4 en el número tres, i Rainbow Road – juntament amb les seves versions posteriors de la sèrie – en el número u. Les melodies de les pistes en Super Mario Kart van influenciar a posteriors lliuraments de la saga; entre els temes recurrents que van aparèixer per primera vegada en Super Mario Kart s'inclouen les pistes encantades, el Castell de Bowser i Rainbow Road. Algunes de les pistes de Super Mario Kart han estat duplicades posteriorment. Totes les vint pistes originals són desbloquejables en la seqüela per Game Boy Advance Mario Kart: Super Circuit. Es van fer remakes de diversos circuits per a la seva aparició en posteriors jocs, com Mario Circuit 1, Donut Plains 1, Koopa Beach 2 i Choco Island 2 que van aparèixer en Mario Kart DS, Ghost Valley 2, Mario Circuit 3 i Battle Course 4, que es van incloure en Mario Kart Wii, Mario Circuit 2 i Rainbow Road que apareixen en Mario Kart 7 i Donut Plains 3 i Rainbow Road que apareix a Mario Kart 8 encara que aquest últim solament es troba disponible a través de contingut descarregable.

### Noms en català de copes i circuits
| Copa Xampinyó                                                 | Copa Flor                                     | Copa Estrella                                                | Copa Especial                                                                               |
| ------------------------------------------------------------- | --------------------------------------------- | ------------------------------------------------------------ | ------------------------------------------------------------------------------------------- |
| Circuit Mario 1 (Reapareix a Mario Kart DS i Mario Kart Tour) | Illa Xocolata 1                               | Platja Koopa 1                                               | Prat Rosquilla 3 (Reapareix a Mario Kart 8)                                                 |
| Prat Rosquilla 1 (Reapareix a Mario Kart DS)                  | Barri Fantasma 2 (Reapareix a Mario Kart Wii) | Illa Xocolata 2 (Reapareix a Mario Kart 7 i Mario Kart Tour) | Platja Koopa 2 (Reapareix a Mario Kart DS)                                                  |
| Barri Fantasma 1                                              | Prat Rosquilla 2                              | Llac Vainilla 1                                              | Barri Fantasma 3                                                                            |
| Castell de Bowser 1                                           | Castell de Bowser 2                           | Castell de Bowser 3                                          | Llac Vainilla 2                                                                             |
| Circuit Mario 2 (Reapareix a Mario Kart 7)                    | Circuit Mario 3 (Reapareix a Mario Kart Wii)  | Circuit Mario 4                                              | Senda Arc de Sant Martí (Reapareix a Mario Kart 7, Mario Kart 8 per DLC) i Mario Kart Tour) |

| Noms en català d'escenaris de batalla                  |
| ------------------------------------------------------ |
| Circuit de Batalla 1 (Reapareix a Mario Kart 8 Deluxe) |
| Circuit de Batalla 2                                   |
| Circuit de Batalla 3                                   |
| Circuit de Batalla 4 (Reapareix a Mario Kart Wii)      |

## Desenvolupament

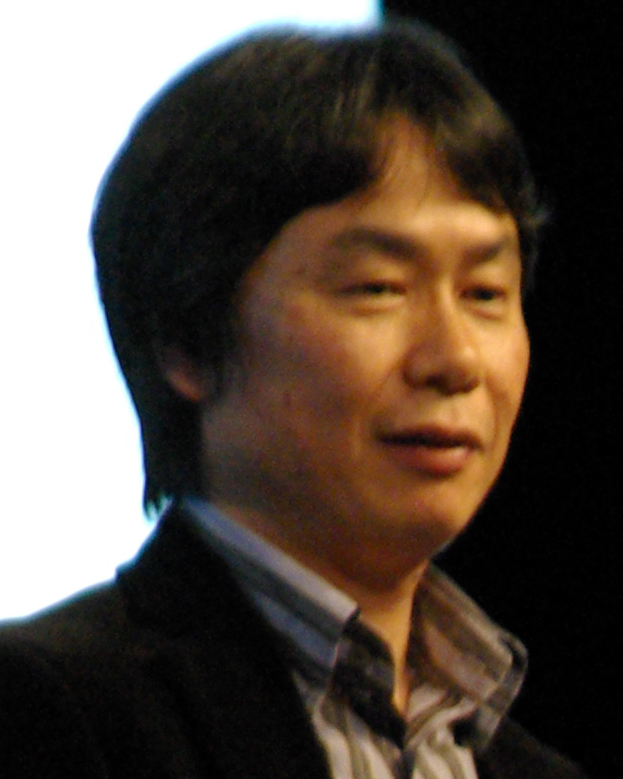
Shigeru Miyamoto, el productor de Super Mario Kart, ha estat involucrat en el desenvolupament de cada lliurament de Mario Kart.

Super Mario Kart va ser produït per Shigeru Miyamoto i dirigit per Tadashi Sugiyama i Hideki Konno. En una entrevista Miyamoto va dir que l'equip de desenvolupament originalment es va proposar produir un joc capaç de mostrar a dos jugadors al mateix temps. En la mateixa entrevista Konno va declarar que el desenvolupament va començar amb el desig de crear un joc de carreres de fins a dos jugadors en contrast amb el mode per a un jugador del joc de SNES F-Zero. Computer and Video Games suggereix que aquesta èmfasi inicial en la creació d'una experiència per a dos jugadors és la raó per la qual la pantalla apareix partida en els modes per a un jugador.
La intenció de crear els modes de carrera del joc hi havia estat present des del principi del projecte i el Mode Batalla va ser desenvolupat a partir del desig de crear un mode de joc d'un jugador contra un altre jugador on la victòria no fos determinada simplement per la posició en un rànquing. No obstant això, el joc no va començar com un joc de la saga Mario ja que el primer prototip mostrava a un personatge genèric pujat en un kart vestit amb un mico; l'equip va decidir que seria millor crear personatges de màxim tres caps d'altura, ja que s'adaptarien millor al disseny dels karts. No van decidir incorporar personatges de la saga Mario fins a dos o tres mesos després de l'inici del projecte. La decisió va ser presa després que l'equip, en veure com un kart avançava i es posava per davant d'un altre, va decidir veure com lluiria el prototip si es col·loqués a Mario en el kart. En fer-ho, van observar que la idea de tenir a Mario en el kart lluïa millor que els dissenys anteriors, per la qual cosa es va aprovar usar personatges de la sèrie.
Cal destacar en el desenvolupament de Super Mario Kart l'ús dels gràfics de Mode 7. Vist per primera vegada a F-Zero, el Mode 7 és un sistema de processament gràfic disponible en la SNES que permet rotar i escalar de forma lliure una textura, creant una lleugera perspectiva en 3D. 1up.com va acreditar que aquesta tècnica al moment del llançament del joc creava uns gràfics «impressionants». Una reflexió retrospectiva sobre aquest estil gràfic va ser barrejada amb la crítica d'IGN, que deia que la nova tecnologia ara es veia «crua i parpellejant» mentre Video Game Bible la descrivia com a «bella». Super Mario Kart incloïa un xip DSP (Digital Signal Processor, «Processador de Senyal Digital»), xip que va ser usat en més jocs de SNES ja que permetia calcular més fàcilment la coma flotant per ajudar a la programació del joc. El xip DSP-1 xip que va ser usat a Super Mario Kart va passar a ser el xip DSP més popular de tots els que es van usar en els jocs de SNES. La música del joc va ser creada pel compositor Soyo Oka.

## Recepció
Super Mario Kart va ser un èxit de crítica i vendes; va rebre la distinció de Player's Choice després de vendre un milió de còpies. Finalment va vendre un total de vuit milions de jocs, la qual cosa el converteix en el tercer joc més venut per la SNES. Els llocs web de compilacions d'anàlisis GameRankings i MobyGames li van donar una nota major al 90% mentre GameStats i TopTenReviews li van donar una mitjana superior al 80%. La crítica va elogiar els gràfics de Mode 7; el 1992 Nintendo Magazine System els va descriure com a «excel·lents», a més de descriure'ls com un dels millors gràfics mai vists en la SNES. Un altre apartat del joc ben elogiat va ser el seu mode de joc; la web Thunderbolt el va descriure com «el més profund [i] addictiu... que es pot trobar en la SNES». Nintendo Magazine System va mostrar una preferència pels modes multijugador del joc i va afirmar que si bé el «mode d'un jugador es torna avorrit ràpidament» el «mode de dos jugadors no perdrà atractiu». Diverses revisions retrospectives del joc han aconseguit una nota perfecta, com el cas de les webs Thunderbolt i HonestGamers. L'ús de l'estil dels personatges de la franquícia Mario també va ser elogiat, així com les característiques dels personatges. Mean Machines va descriure el joc com si hagués «encunyat or» d'una manera que cap altre joc –ni tan sols les seves seqüeles– ha igualat i GameSpot va qualificar al joc com un dels millors de tots els temps per la seva innovació, mode de joc i estil gràfic.
Des que va ser llançat Super Mario Kart ha estat classificat diverses vegades com un dels millors jocs de la història. IGN el va qualificar com el 15è millor joc el 2005, descrivint-lo com «l'obra mestra original del kart» i el 23è millor joc el 2007, mentre citava la seva originalitat al moment del llançament. The Age el va qualificar 19è en la seva llista dels 50 millors jocs de sempre el 2005 i el 2007 Edge va qualificar a Super Mario Kart en el lloc 14 en la seva llista dels 100 millors jocs, assenyalant la influència que va atorgar al disseny de videojocs. El joc també està inclòs en la llista dels 100 millors jocs de Yahoo Games en el Regne Unit que va lloar als personatges i als objectes. 1up.com també el va incloure en una llista anomenada Essential 50, que citava els cinquanta videojocs més importants.

Va ser qualificat en la 13a posició en una llista feta per la Official Nintendo Magazine sobre els 100 millors jocs de Nintendo. Guinness World Records el va qualificar en el primer lloc en una llista dels millors 50 videojocs basant-se en la seva recepció i llegat.

### Llegat
Àdhuc que Super Mario Kart no és el primer videojoc de videojoc de curses en karts (Power Drift), si va ser el primer que va popularitzar el gènere gràcies a la integració de power ups de combat. Super Mario Kart ha estat qualificat com el videojoc que va estendre el subgènere de «curses de karts» i que en poc temps diferents desenvolupadors van intentar llançar les seves pròpies marques amb les seves pròpies mascotes per igualar l'èxit. El 1994, menys de dos anys després del llançament de Super Mario Kart, Sega va llançar Sonic Drift; un videojoc de karts que incloïa personatges de la saga Sonic the Hedgehog. També el 1994 Ubisoft va llançar Street Racer, un videojoc de karts per a SNES i Mega Drive que incloïa un mode per a quatre jugadors no disponible a Super Mario Kart. Entre els següents jocs que seguirien el llegat de Super Mario Kart estan South Park Rally, Konami Krazy Racers, Diddy Kong Racing, Sonic & Sega All-Stars Racing i múltiples jocs de la saga Crash Bandicoot. La crítica a aquests jocs ha estat mixta; GameSpot va afirmar que «tendeixen a ser dolents» mentre que 1up.com declara que innombrables desenvolupadors han tractat de millorar la fórmula original de Mario Kart, sense èxit.
Super Mario Kart també ha estat qualificat com el primer joc que no pertany a l'àmbit de plataformes que conté personatges de la saga Mario. Així com diverses seqüeles, Nintendo ha llançat jocs esportius i no esportius dins de la saga Mario des de Super Mario Kart; una tendència, en part, acceptada per l'èxit comercial i crític del joc. Els personatges de la saga Mario han aparegut en diversos jocs esportius incloent aquells relatius al bàsquet, beisbol, golf, tennis i futbol. També s'han creat sèries de jocs no esportius que inclouen personatges de la saga Mario, incloent la saga Super Smash Bros. de lluita o la saga Mario Party de jocs de taula i minijocs. Alguns personatges de la saga Mario també han fet cameos en jocs d'altres sèries com SSX on Tour o NBA Street V3, tots dos publicats per EA Sports. El gènere que abasta el caràcter de la sèrie Mario que es va desencadenar a causa de l'èxit de Super Mario Kart ha estat descrit com un punt clau per a l'èxit i la longevitat de la franquícia, i ha aconseguit mantenir interessats als fans malgrat la influència dels jocs de plataformes de Mario. Gràcies a aquest model, la saga Mario ha passat a ser la saga de videojocs més venuda de tots els temps amb 193 milions d'unitats venudes a gener de 2007, gairebé 40 milions d'unitats per davant de la franquícia que ocupa la segona posició (Pokémon, també de Nintendo).
Super Mario Kart va ser rellançat per la Consola Virtual japonesa el 9 de juny de 2009, a l'Amèrica del Nord el 23 de novembre de 2009 i a Europa el 2 d'abril de 2010. Anteriorment, quan se li qualificava com un dels jocs més esperats per a la plataforma al novembre de 2008, Eurogamer va dir que els responsables de la seva absència eren els problemes en emular els gràfics en Mode 7.

### Continuacions
Des del llançament original de Super Mario Kart, s'han succeït diverses seqüeles per a les futures consoles de Nintendo, totes amb èxit de crítica i vendes. La primera, Mario Kart 64 va ser llançada el 1997 per a Nintendo 64 i va ser el primer joc de Mario Kart a incloure gràfics completament tridimensionals. Encara que alguns crítics com IGN i GameSpot van criticar la falta d'entreteniment del mode individual respecte al seu predecessor, van elogiar el mode multijugador per a quatre jugadors –el primer per a Nintendo 64–. La segona seqüela Mario Kart: Super Circuit va ser llançada per a Game Boy Advance el 2001. Va ser descrita per GameSpot com un remake de Super Mario Kart més que una seqüela de Mario Kart 64, ja que el joc va tornar al sistema gràfic original. El joc inclou noves pistes i la possibilitat de desbloquejar les aparegudes en el joc de SNES si es compleixen diversos requisits. El següent joc, Mario Kart: Double Dash!, va ser llançat per la Nintendo GameCube el 2003, i era bastant diferent a qualsevol Mario Kart llançat abans ja que cada kart estava conduït per dos jugadors, la qual cosa permetia una nova forma de mode multijugador cooperatiu on un jugador controla el kart i l'altre llança els objectes. Mario Kart DS, llançat per la Nintendo DS el 2005, va ser el primer joc de Mario Kart a incloure joc online mitjançant la Connexió Wi-Fi de Nintendo. Va ser un dels jocs de carrera portàtils més venuts, en vendre 7,83 milions d'unitats. El posterior lliurament –Mario Kart Wii– va ser llançat per la Wii el 2008 i incorpora controls basats en el moviment. Com Mario Kart DS inclou joc online, MKWii permet als jugadors córrer amb els seus Miis (després de desbloquejar el personatge corresponent) així com personatges de la saga Mario i la inclusió del perifèric Wii Wheel. Mario Kart Wii va ser el joc més venut de 2008 per davant d'altres jocs de Nintendo –com Wii Fit– i de l'aclamat en crítica i vendes Grand Theft Auto IV. També s'han llançat dos jocs de Mario Kart en format arcade, Mario Kart Arcade GP el 2005 i Mario Kart Arcade GP 2 el 2007. Tots dos van ser desenvolupats per Nintendo i Namco i inclouen personatges clàssics de Namco com Pac-Man i Blinky. L'últim lliurament de la sèrie, Mario Kart 7, va ser llançada el 2011 per a Nintendo 3DS i inclou la possibilitat de conduir sota l'aigua i planejar a l'aire gràcies a un ala delta, a més de la inclusió de les tres dimensions estereoscòpiques.
L'any 2014 Nintendo va treure el successor del Mario Kart 7, el Mario Kart 8. Aquest joc va sortir per la Wii U el 30 de juny del 2014. Aquest joc incloïa una gran novetat: la antigravidesa. També té 9 personatges nous: els Koopalings (Lemmy, Larry, Wendy, Roy, Morton, Ludwig i Iggy), Peach d'or rosa i Bebè Estela.
A mesura que la sèrie ha progressat molts aspectes inclosos a Super Mario Kart han anat evolucionant. Les caixes d'objectes, que en Super Mario Kart eren res més que galledes encastades en el terra a causa de les limitacions tècniques de la SNES van passar a ser caixes flotants en posteriors jocs. El planter de personatges ha anat creixent per incloure diversos personatges de Nintendo com alguns que no havien estat creats en el llançament de Super Mario Kart –com Rosalina/Estela de Super Mario Galaxy que va aparèixer en Mario Kart Wii.– El mode multijugador s'ha convertit en un punt clau de la saga i ha crescut des dels dos jugadors que podien enfrontar-se a Super Mario Kart; fins als quatre disponibles a Mario Kart 64 i fins i tot fins a dotze en el mode online de Mario Kart Wii. Moltes de les pistes aparegudes en la sèrie han romàs a mesura que la saga ha anat progressant, com per exemple la pista Rainbow Road –la pista final de la Special Cup– que ha aparegut en tots els lliuraments de la saga. Altres elements que estaven a Super Mario Kart han desaparegut al llarg de la sèrie. Això inclou els «súper poders» dels personatges controlats per la màquina o l'objecte «Ploma» que permetia al jugador saltar i tenir un determinat nombre de vides. De moment, els únics jocs de la saga Mario Kart a incloure les monedes del joc original són Mario Kart: Super Circuit. i Mario Kart 7. Aquests aspectes de l'estil i del mode de joc de Super Mario Kart s'han mantingut al llarg de la sèrie, la qual cosa ha portat a Nintendo a fer front a les crítiques a causa de la falta d'originalitat. No obstant això, la franquícia segueix sent considerada com una de les millors per molts, sobretot al seu famós sistema de joc. Malgrat les innovacions tècniques que han tingut lloc des de l'inici de la saga molts segueixen considerant a Super Mario Kart com el millor joc de la sèrie.